# Lily Brayton

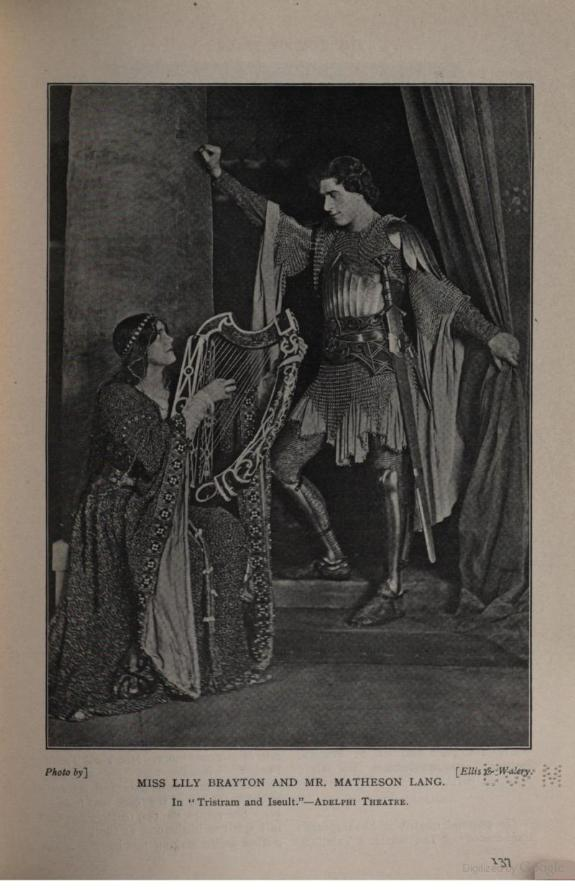
Tristano e Isotta (1906) - Lily Brayton e Matheson Lang

Elizabeth Brayton, detta Lily (Hindley, 23 giugno 1876 – Dawlish, 30 aprile 1953), è stata un'attrice inglese, conosciuta per i suoi ruoli shakespeariani e per le sue quasi duemila recite nel musical Chu Chin Chow durante la prima guerra mondiale.

## Biografia
Nata a Hindley, Lily Brayton era la quarta figlia di John Grindal Brayton (1842-1892), un medico del Lancashire. Si sa poco degli anni della sua infanzia, ma si conosce l'anno del suo debutto sul palcoscenico che risale al 1896, a Manchester. In compagnia con la Frank Benson company, dove lavorava anche la sorella Agnes Brayton (1878–1957), sposò nel 1898 il collega e partner Oscar Asche. Con il marito, nel 1904, formò una propria compagnia teatrale. Nel 1906, recitò la parte di Isotta al teatro Adelphi, con Matheson Lang nel ruolo di Tristano e Oscar Asche in quello di re Marco. Anche la sorella sosteneva un ruolo nel dramma. Nel 1907, Lily fu Caterina e Agnes invece Bianca, in una messa in scena della Bisbetica domata con Gervais Rentoul nel ruolo di Petruccio.

## Filmografia
- Kismet di Leedham Bantock (1914)